# Isabelle Vengerova
Izabel·la Afanàssievna Venguérova, rus: Изабе́лла Афана́сьевна Венге́рова, coneguda a Occident com a Isabelle Vengerova (Minsk, 17 de febrer/1 de març de 1877 - Nova York 7 de febrer de 1956) va ser una pianista i professora estatunidenca d'origen rus.

## Biografia
Va estudiar piano al Conservatori de Viena amb Josef Dachs i privadament amb Teodor Leszetycki; a Sant Petersburg va estudiar amb Anna Ièssipova. Des de 1906 fins a 1920 va ser professora al Conservatori de Sant Petersburg i després va fer gires per l'URSS i Europa Occidental des de 1920 fins al 1923, quan es va establir als Estats Units. El 1924 va ajudar a fundar l'Institut de Música Curtis i el 1933 es va unir a la facultat de Mannes Music School College. Va ensenyar en les dues institucions fins a la seva mort i va ser coneguda per la seva atenció al detall i la introspecció psicològica que treia el millor de cada alumne.
Tot i que la seva aproximació era flexible i negava tenir un mètode particular, guiava els seus estudiants cap a certes tècniques dissenyades per a aconseguir una manera de tocar expressiva, per exemple modelant la mà al teclat per a aconseguir un legato igualitari; tocant profundament en les tecles mentre utilitzava el pes de l'avantbraç i un canell flexible per a aconseguir una línia plena i sense duresa, i controlant el to a través de la posició mes alta o baixa del canell. Entre els seus alumnes hi havia Ralph Berkowitz, Samuel Barber, Leonard Bernstein, Lukas Foss, Anthony di Bonaventura, Gary Graffman, Abbey Simon, Gilbert Kalish, Leon Whitesell, Jacob Lateiner, Julien Musafia, Leonard Pennario, Menahem Pressler, Lilian Kallir, Dimitri Tiomkin i Stanley Babin.
Era la tieta materna i primera professora de Nicolas Slonimsky